# Kaede Kondo
Kaede Kondo (6 de outubro de 1991) é uma basquetebolista profissional japonesa.

## Carreira
Kaede Kondo integrou a Seleção Japonesa de Basquetebol Feminino, na Rio 2016, que terminou na oitava posição.